# Ошин
Ошин Хетумян (10 января 1283 — † 20 июля 1320) — 13-й король Киликийской Армении, 21-й по счету правитель Киликии. Происходил из династии Хетумидов (Хетумян)

## Биография
Ошин родился в 1283 году в семье короля Левона II и королевы Керан, которые принадлежали к династии Происходил из династии Хетумидов (Хетумян). Являлся младшим сыном в семье.

### Приход к власти
17 ноября 1307 года возле крепости Аназарб, попав в ловушку устроенную монгольским полководцем, был убит молодой король Левон IV и его дядя Хетум II. Место короля Киликии становится вакантным. Буквально сразу, Ошин обозначил свои права на трон. Против него выступил его старший брат, экс-король Смбат, который вернувшись из Константинополя желал вновь стать королём. Между братьями развернулась нешуточная борьба, победителем из которой вышел Ошин. Официальная коронация прошла 4 сентября 1309 года в Тарсе, в церкви Святой Софии

### Внутренняя политика
Став официальным правителем, Ошин подобно своему предшественнику, полагался на помощь со стороны католических стран и поэтому он продолжил политику латинизации армянского государства. Несмотря на яростное сопротивление подавляющего большинства армянского народа, он настаивал на постановлениях Сисского собора. В ответ на это в 1308 и 1309 годах в стране имели место массовые волнения и антиправительственные демонстрации, в которых участвовали народные массы и духовные лица. Однако Ошин, учинив кровавую расправу над восставшими, не внял большей части населения своей страны и духовенства. Подавление инакомыслящих сопровождалась массовыми казнями среди населения и знати. Священнослужители выступавшие против унии были заключены в тюрьму или высланы из страны. После чего в 1317 году им был созван Аданский собор, который подтвердил решения предыдущего Сисского собора.
Усиление внешней угрозы заставляло царский двор крепче придерживаться унии, что, в свою очередь, усиливало сопротивление народа, который изо всех сил противился унии. Таким образом, перед угрозой нападения мусульман внутренние распри имели губительные последствия для государства.

### Внешняя политика
После убийства Левона монгольским полководцем Биларгу, Ошин со своим войском напал на монголов и прогнал их из Киликии. Несмотря на то, что по приказу ильхана Биларгу был приговорен к смерти, союз армян и монголов после этого прекратил своё существование. А спустя семь лет, в 1314 году, монголы совершили свой первый набег на Киликию. Со временем, они наряду с тюрками и мамлюками, стали регулярно подвергать армянское государство нападениям.
Киликийская внешняя и внутренняя политика того времени целиком и полностью была ориентирована на запад, однако поддержки армянские короли не ощущали. Более того, ряд католических орденов, расквартированных в Киликии с разрешения армянских правителей и получивших землю в обмен на обещание нести военную службу, в лучшем случае нарушали своё обещание. В 1317 году Ошин, из-за их отказа оказывать военную помощь Киликии, силой оружия отобрал владения ряда католических орденов, конфисковав при этом их казну. Год спустя, в 1318 году, заметно ухудшились армяно-кипрские отношения. Ошин, после подавления восстания Амори Тирского, приютил его жену и свою сестру Изабеллу, покинувшую остров с детьми. Данный поступок не понравился вновь обретшему власть Генриху II, кроме того Ошин изгнал из Киликии госпитальеров поддерживавших кипрского короля. Отношения между Кипрским и Киликийским королевствами были на грани войны, и лишь личное вмешательство папы римского Иоанна XXII предотвратило военное столкновение.

### Смерть
Умер король Киликии Ошин в 1320 году, в Дразарке. Возможно он был отравлен.

## Семья
Ошин был дважды женат. Первая жена Изабелла была дочерью правителя Корикоса Хетума. Изабелла подарила армянскому королю двух сыновей: старший прожив около года умер в младенчестве, вторым сыном был будущий король Левон V. В 1310/11 году Изабелла Корикоская умерла. Перед королём встала необходимость вступления в новый брачный союз. Планировалось, что второй брак Ошина будет с дочерью арагонского короля, принцессой Изабеллой Арагонской. Её отец, король Хайме II Справедливый, взамен помолвки своей дочери с Ошином, планировал получить хранившиеся в городе Сис — столице Киликийской Армении — мощи святой Фёклы, чтобы поместить их в главный собор Таррагоны. Однако ввиду протестов киликийской оппозиции помолвка была расстроена. Во второй раз Ошин женился в 1316 году. Его спутницей стала Жанна Анжуйская, подарившая ему сына. Последний прожил недолго и умер в детском возрасте.
1-я жена: Изабелла Корикосская (? — † 1310/11)
дети:
- сын (1309 — † 1310)
- Левон V (иногда Левон IV)[Ком 2] (1310 — † 1331) — 14-й король Киликии

ж. — Алиса из Корикоса (? — † 1329) 
ж. — Констанция Сицилийская (1306 — † 1344) 
2-я жена: Жанна Анжуйская
- Георг (1317 — † 1323)

## Комментарии
1. 1 2  также известна как Джованна Тарентская
2. ↑  Ряд историков ведет нумерацию королей с 1198 года, когда впервые киликийский правитель был коронован согласно западно-европейским традициям. Поэтому Левона V иногда называют Левон IV